# Sułowo (Poméranie-Occidentale)
Pour les articles homonymes, voir Sułowo.
Sułowo est une localité polonaise de la gmina mixte et du powiat de Choszczno en voïvodie de Poméranie-Occidentale. Elle se trouve à environ 62 km au sud-est de Szczecin, la capitale régionale. 

## Géographie

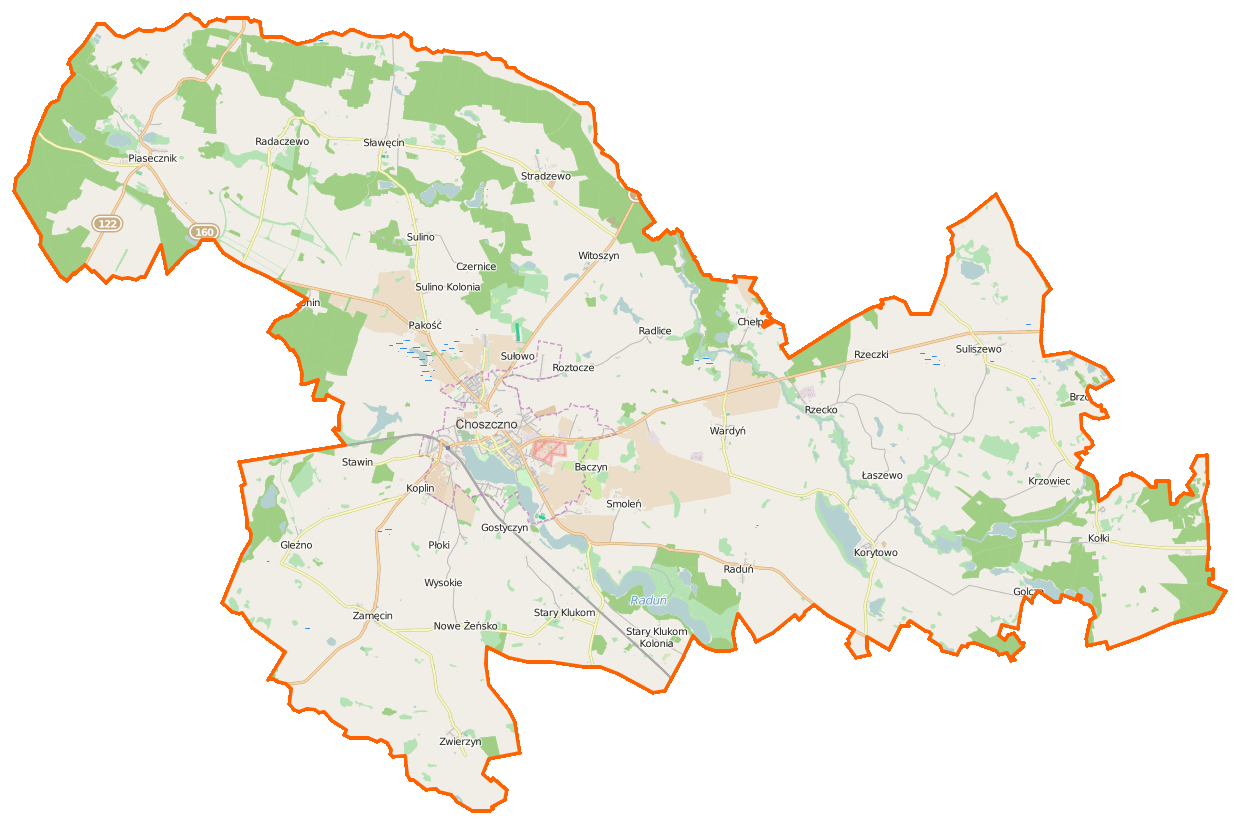
Carte de la gmina de Choszczno.